# Zhu Lin
Zhu Lin (chinês: 朱琳; pinyin: Zhū Lín; pronúncia do mandarim: [ʈʂú lǐn]; nascida em 28 de janeiro de 1994) é uma tenista profissional chinesa. 
Em 6 de março de 2023, Zhu alcançou o ranking de simples mais alto de sua carreira, no 33º lugar do mundo. Ela alcançou sua melhor classificação de duplas WTA, no 90º lugar, em 6 de fevereiro de 2023. Zhu venceu o Thailand Open de 2023 em simples e o Jiangxi Open de 2019 em duplas. Ela também ganhou um título de simples e um de duplas em torneios WTA 125, bem como dezessete títulos de simples e oito de duplas no Circuito Feminino da ITF.
Jogando pela equipe da China Fed Cup, Zhu tem um recorde de vitórias e derrotas de 7–4.

## Juventude e antecedentes
Zhu Lin nasceu em 28 de janeiro de 1994, filha de Zhu Jiangming e Chen Yunqi, em Wuxi, China. Seu pai a apresentou ao tênis aos quatro anos. Ela tem um estilo de jogo muito agressivo, e seu golpe característico e também favorito é o forehand. Seu ídolo do tênis enquanto crescia era Martina Hingis.

## Carreira júnior
Zhu estreou no Circuito ITF Júnior em setembro de 2009, aos 15 anos, no China Junior 1 Open, onde também alcançou sua primeira final de simples. Ela perdeu aquela partida para a turca Melis Sezer [en], em sets diretos. Na semana seguinte, disputou o China Junior 2 Open, onde também obteve sucesso, chegando às semifinais tanto em simples quanto em duplas. Ela continuou tendo sucesso em seu próximo torneio, onde conquistou o título em simples e chegou às semifinais em duplas no "Widjojo Soejono Semen Gresik Junior Championships" de 2009. Na semana seguinte, Zhu conquistou seu primeiro título de duplas e também chegou à semifinal de simples no "Solo Open International Junior Championships". Perto do final do ano, ela chegou a uma final de simples no "PHINMA International Juniors" (semana 2), onde perdeu, mas ganhou dois títulos de duplas naquele torneio.
Em janeiro de 2010, Zhu estreou em um torneio júnior de Grand Slam, jogando no Australian Open, onde foi interrompida na terceira rodada por Kristýna Plíšková. Em abril de 2010, ela chegou às quartas de final no "Dunlop Japan Open Junior Championships", tanto em simples quanto em duplas. No final de maio de 2010, ela disputou o "Asian Closed Junior Tennis Championships" em Nova Delhi, Índia. Lá ela chegou à semifinal de simples e à final de duplas. Em setembro de 2010, perdeu na primeira rodada do US Open Júnior, em simples. Perto do final do ano, ela venceu o China Junior 2 - Xiamen em simples.
Em janeiro de 2011, Zhu disputou o Australian Open, onde perdeu na segunda rodada, tanto em simples quanto em duplas. Foi seu último torneio júnior de duplas. Seu último torneio júnior de simples foi no China Junior 10 Dalian, onde perdeu na terceira rodada. Sua classificação júnior combinada mais alta foi 39, alcançada em 17 de janeiro de 2011.

## Carreira profissional

### 2009–13: Jogando no Circuito ITF
Zhu fez sua estreia no Circuito ITF em junho de 2009, em Qianshan, China, onde foi interrompida no segundo turno. Em outubro de 2010, ela jogou sua primeira final da ITF, em Nonthaburi, na Tailândia, mas perdeu nessa final para Nungnadda Wannasuk. Mais tarde, no dia 24 de outubro, ela conquistou seu primeiro título de simples da ITF, em Khon Kaen, na Tailândia. Em novembro de 2010, ela conquistou seu primeiro título de duplas, em Manila, nas Filipinas. Em 2011, Zhu ganhou um título de simples da ITF, em Jacarta, na Indonésia. Em 2012, ela alcançou apenas uma final de simples, em Pattaya, na Tailândia, que perdeu. Em 2013, estreou nos torneios WTA 125, quando perdeu no Suzhou Ladies Open na primeira rodada em ambas as categorias.

### 2014: Sucesso em eventos ITF e estreia no WTA Tour
Zhu começou o ano em Antalya, na Turquia, onde chegou à final e perdeu para Lenka Wienerová. Em março, ela ganhou um evento de US$ 10 mil em Ancara, derrotando Iryna Shymanovich. Em junho, ela ganhou três torneios consecutivos: seu primeiro torneio de nível de US$ 25 mil em Belikpapan, na Indonésia, depois os eventos de US$ 10 mil em Tarakan e na semana seguinte em Solo, ambos na Indonésia. Ela também alcançou sua primeira final significativa no Aberto de Xi'an, mas perdeu para Duan Yingying. Em agosto, ela disputou sua primeira qualificação para o Grand Slam; depois de derrotar Giulia Gatto-Monticone e Arina Rodionova, ela perdeu na terceira rodada para Zheng Saisai. Zhu fez sua estreia no WTA Tour no Hong Kong Open. Tendo entrado no torneio de qualificação, ela derrotou Wang Yafan, Raluca Olaru e Elitsa Kostova por uma vaga no sorteio principal, onde posteriormente registrou sua primeira vitória no sorteio principal em nível de torneio ao derrotar Kristýna Plíšková na primeira rodada, mas foi parado no segundo por Jana Cepelová. Em setembro, Zhu jogou no Wuhan Open, nível Premier-5, mas não conseguiu se classificar. Na semana seguinte, ela disputou seu primeiro torneio Premier Mandatory, na chave principal do Aberto da China, onde derrotou Anastasia Pavlyuchenkova na primeira rodada, mas perdeu para Simona Halep na segunda.

### 2015: Estreia em Major
Em janeiro, Zhu não conseguiu se classificar para o Australian Open. No Indian Wells Open, ela chegou à segunda rodada ao derrotar Francesca Schiavone após uma chamada polêmica do árbitro, mas depois perdeu para Sara Errani.
Ela não conseguiu se classificar para o Miami Open, Madrid Open e Aberto da França. Zhu fez sua estreia em simples em Wimbledon, onde perdeu para a vinda da qualificatória, a bielorrussa Aliaksandra Sasnovich em três sets. No US Open, ela perdeu na primeira rodada da qualificatória.

### 2016: Sucesso em duplas no Circuito ITF
Ela conquistou o título no Launceston International [en], seu primeiro torneio no ano em que disputou duplas. Em abril, no evento de US$ 25k em Kashiwa, no Japão, ela chegou à final em duplas. No final de julho, ela venceu o Lexington Challenger [en], em parceria com Hiroko Kuwata. No Wuhan Open, ela não conseguiu se classificar em simples, mas chegou à segunda fase em duplas junto com Han Xinyun, perdendo para Bethanie Mattek-Sands e Lucie Šafárová. No China Open, ela também não conseguiu se classificar em simples e, em duplas, foi eliminada na primeira fase. Em novembro, ela alcançou sua primeira final de US$ 100 mil em duplas no Shenzhen Open, mas perdeu com Han Xinyun contra You Xiaodi [en] e Nina Stojanovic [en].

### 2019–20: Primeira grande vitória e título de duplas WTA, estreia no top 100
No Dubai Championships, Zhu obteve uma de suas maiores vitórias, derrotando a atual campeã de Doha, Elise Mertens, mas perdeu na segunda rodada para Lesia Tsurenko. Em 25 de fevereiro de 2019, ela entrou no top 100 de simples, alcançando a posição 93 do mundo.
Depois de perder seis partidas na primeira rodada, Zhu conquistou sua primeira vitória de simples em um torneio Grand Slam no US Open, derrotando a adolescente compatriota  Wang Xinyu em dois sets, antes de perder para Madison Keys na segunda rodada.
Em setembro, ela jogou sua primeira final do WTA Tour, no Jiangxi International Open de 2019, onde ela e Wang Xinyu derrotaram Peng Shuai e Zhang Shuai em uma final totalmente chinesa.

### 2021: Primeiro título de simples WTA Challenger
Em dezembro, ela ganhou seu primeiro título de simples no WTA Challenger Tour em Seul, derrotando Kristina Mladenovic na final.

### 2022: WTA 1000 e estreias no top 60
No Aberto de Guadalajara, ela derrotou Alizé Cornet na primeira rodada. Ela seguiu esta vitória com uma derrota para Daria Kasatkina na segunda rodada. Duas semanas depois, ela alcançou o ranking de simples mais alto de sua carreira, de número 58.

### 2023: Quarta rodada em Major, primeira vitória no top 10 e título WTA, top 50 de simples e top 100 de duplas
O início da temporada foi promissor para Zhu. Na semana de abertura, ela chegou às quartas de final no Auckland Open depois de derrotar Venus Williams. Sua jornada continuou no Australian Open, onde alcançou a quarta rodada de um Grand Slam pela primeira vez em sua carreira e também derrotou duas cabeças de chave no caminho, a 32ª cabeça-de-chave Jil Teichmann e a sexta cabeça de chave Maria Sakkari, sua primeira vitória no top 10. Ela perdeu uma partida acirrada de três sets para Victoria Azarenka na quarta rodada.
Em Hua Hin, na Tailândia, Zhu derrotou o sétimo cabeça de chave  Wang Xinyu nas semifinais, com quem chegou à final de duplas no mesmo torneio. Ela ganhou seu primeiro título de simples WTA derrotando a ucraniana Lesia Tsurenko na final. Como resultado, ela alcançou novas posições altas no ranking, ficando em 41º lugar em simples e 90º em duplas, em 6 de fevereiro de 2023. Seu próximo compromisso foi o torneio de final de temporada, o WTA Elite Trophy no qual chegou à semifinal que acabou perdendo para Zheng Qinwen em jogo de três sets.

### 2024
O primeiro compromisso de Zhu no ano foi o Brisbane International, no qual na chave de simples, ela venceu Danielle Collins na primeira rodada em jogo de três sets depois de ter um "match point" contra si, e em seguida perdeu para a cabeça de chave N° 1, Aryna Sabalenka em contundentes sets diretos. Na chave de duplas, ela e a parceira Wu Fang-hsien [en] perderam para a dupla Bernarda Pera / Magda Linette na primeira rodada em jogo de três sets. Em seguida, participou do Hobart International, onde venceu Lucia Bronzetti na primeira rodada em sets diretos, Caroline Dolehide na segunda em jogo de três sets e perdeu para Daria Saville nas quartas de final também em jogo de três sets. Depois disso, partiu para o Australian Open, no qual como cabeça de chave N° 29, perdeu para Océane Dodin na primeira rodada em jogo de três sets. Permanecendo na Ásia, seu próximo compromisso foi no Thailand Open onde, como "cabeça de chave" N° 2, venceu a vinda da qualificatória, Taylah Preston [en] na primeira rodada, Linda Fruhvirtová na segunda e Arina Rodionova nas quartas de final, todos esses jogos em sets diretos. Na semifinal, venceu a compatriota Wang Yafan também em sets diretos. Na final, enfrentou a jovem revelação Diana Shnaider e perdeu em um disputado jogo de três sets. Nos torneios em quadras duras subsequentes, ela não teve nenhum destaque.
Zhu iniciou a temporada em quadras de saibro no Aberto de Madri onde não passou da primeira rodada. O mesmo aconteceu no Aberto de Roma, no Trophée Clarins e no Grand Prix Lalla Meryem. No Aberto da França, perdeu na primeira rodada para Elina Avanesyan, em sets diretos.